# Spondylolyse

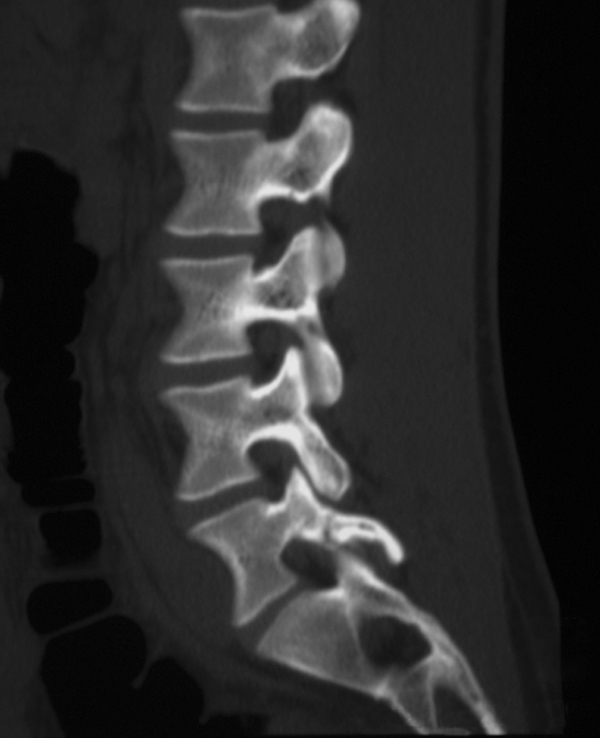
spondylolyse isthmique : coupes de scanner avec reconstruction parasagittale montrant la fracture ou pseudarthrose de l'isthme au dernier niveau (L5)

:À ne pas confondre avec la spondylose.
La spondylolyse est une perte de continuité de l'isthme articulaire (pars interarticularis), situé entre les deux apophyses articulaires supérieure et inférieure de l'arc vertébral postérieur. Elle survient le plus souvent au niveau d'un étage vertébral lombaire bas, habituellement le dernier étage mobile. Elle peut être unilatérale ou bilatérale, induisant alors une micro mobilité ou une mobilité de l'arc postérieur. Elle peut être aigüe, traumatique, correspondant à un trait de fracture vrai, ou chronique, sans notion de vrai traumatisme. La perte de continuité s'organise alors sous la forme d'un tissu fibreux ou plus rarement pseudo kystique plus ou moins hypertrophique dit « nodule de Gill », qui peut être agressif pour les racines nerveuses au contact. La lyse peut survenir dans l’enfance, mais aussi à l’âge adulte.
La fréquence de la spondylolyse au niveau lombaire est remarquablement élevée : de l'ordre de 3 à 7 % dans la population générale, beaucoup plus dans certains groupes. Si Inuits et San sont classiquement des groupes à risque (aux alentours de 40 % pour les Inuits), la fréquence des spondylolyses est de 14 % chez les athlètes de haut niveau, particulièrement 20 % chez les danseurs, et de 11 à 17 % chez les gymnastes et les rameurs, au point que la constatation d'une spondylolyse puisse être considérée comme presque physiologique dans certains groupes de sportifs…